# Burgos (tỉnh)

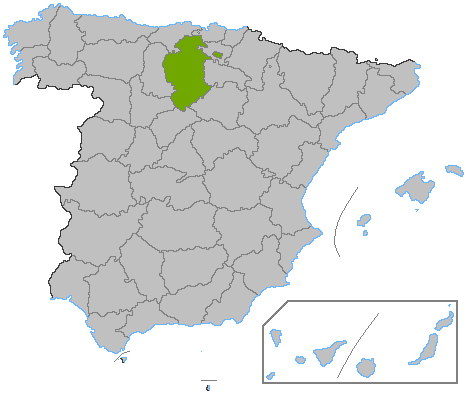
Tỉnh Burgos

Burgos là một tỉnh ở phía bắc Tây Ban Nha, đông bắc cộng đồng tự trị Castile và León. Tỉnh này giáp các tỉnh Palencia, Cantabria, Vizcaya, Álava, La Rioja, Soria, Segovia, Valladolid. Thủ phủ là thành phố Burgos.
Tỉnh có diện tích 14.300 km² và dân số 352.273 người (2002), trong đó có gần một nửa sống ở tỉnh lỵ. Có 371 đô thị ở Burgo.

Các đô thị tỉnh Burgos

Sông quan trọng nhất ở tỉnh này là Ebro và Duero. Phía bắc và đông nam là vùng núi.